# Patrol wojskowy na Zimowych Igrzyskach Olimpijskich 1924

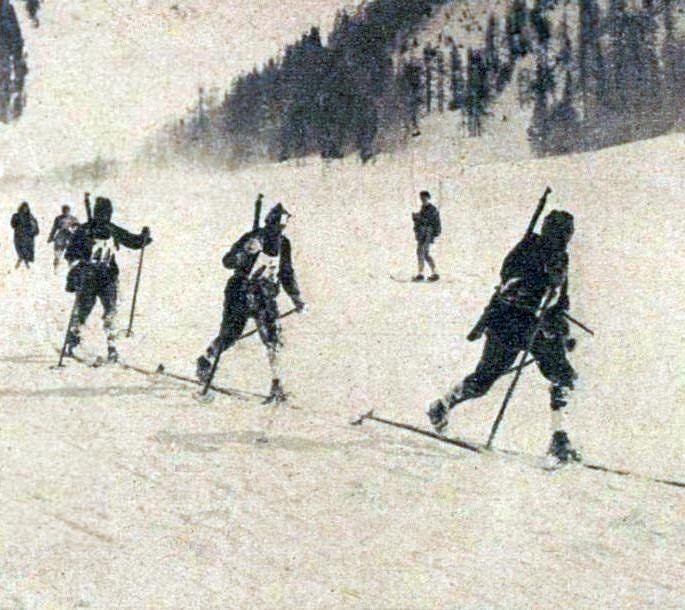
Zwycięzcy zawodów - ekipa Szwajcarii

Patrol wojskowy na Zimowych Igrzyskach Olimpijskich 1924 w Chamonix został rozegrany 29 stycznia. Udział wzięło 6 drużyn męskich. 
Złote medale wywalczyli Szwajcarzy, drugie miejsce zajęli reprezentanci Finlandii, a na najniższym stopniu podium stanęli Francuzi. Polacy i Włosi wycofali się z powodu złych warunków pogodowych.

## Wyniki
| Pozycja | Reprezentacja  | Zawodnicy                                                                  | Czas    | Strzały |
| ------- | -------------- | -------------------------------------------------------------------------- | ------- | ------- |
| 1       | Szwajcaria     | Denis Vaucher Anton Julen Alfons Julen Alfred Aufdenblatten                | 3:56:06 | 8       |
| 2       | Finlandia      | August Eskelinen Heikki Hirvonen Ville Mattila Väinö Bremer                | 4:10:00 | 11      |
| 3       | Francja        | Adrien Vandelle Camille Mandrillon Georges Berthet Maurice Mandrillon      | 4:18:53 | 2       |
| 4       | Czechosłowacja | Bohuslav Josífek Jan Mittlöhner Josef Bím Karel Buchta                     | 4:19:54 | 5       |
| –       | Polska         | Stanisław Chrobak Stanisław Kądziołka Szczepan Witkowski Zbigniew Wóycicki | –       | –       |
| –       | Włochy         | Piero Dente Albino Bich Goffredo Lagger Paolo Francia                      | –       | –       |